# 건틀릿 (영화)
《건틀릿》(영어: The Gauntlet)은 미국에서 제작된 클린트 이스트우드 감독의 1977년 액션 스릴러 영화이다. 이스트우드, 손드라 로크 등이 출연하였고, 로버트 데일리 등이 제작에 참여하였다.

## 출연진
- 클린트 이스트우드
- 손드라 로크
- 팻 힝글
- 윌리엄 프린스
- 빌 매키니
- 마이클 캐버나
- 캐럴 쿡
- 마라 코데이
- 로이 젠슨
- 댄 배디스

## 기타 제작진
- 협력 제작: 프리츠 메인스
- 의상 감독: 글렌 라이트